# Ostomalynus ovalis
Ostomalynus ovalis is een keversoort uit de familie schorsknaagkevers (Trogossitidae). De wetenschappelijke naam van de soort werd in 1990 gepubliceerd door Kireitshuk & Ponomarenko.